# Siegmund Jakob Baumgarten
Siegmund Jakob Baumgarten (14. marts 1706 i Wolmirstedt-4. juli 1757 i Halle) var en tysk, evangelisk teolog, bror til Alexander Gottlieb Baumgarten.
Baumgarten var dogmatiker af den spener-franckeske skole. Som teologiprofessor i Halle brugte han Wolffs demonstrative metode på dogmatikken. Han var lærer for Semler.